# Movimento Popular Nacional Líbio
Movimento Popular Nacional Líbio (em árabe: الحركة الوطنية الشعبية الليبية) é um movimento político criado pelas antigas autoridades líbias leais ao coronel Muammar Gaddafi em 15 de fevereiro de 2012.  Seu primeiro secretário-geral foi o major-general Khuwaildi al-Hamidi, ex-membro do Conselho do Comando Revolucionário cuja filha é casada com Al-Saadi Gaddafi. O movimento foi proibido de participar da eleição de 2012.